# Figa Flor Negra de Sant Boi
Figa Flor Negra de Sant Boi es un cultivar de higuera de tipo higo común Ficus carica, bífera es decir con dos cosechas por temporada, las brevas de primavera-verano, y los higos de verano-otoño, de brevas de epidermis con color de fondo violeta oscuro a negro con sobre color verde marronáceo en la zona del cuello, y color de transición púrpura marronáceo, con lenticelas abundantes de tamaño medio y color rojizo. Es oriunda de la zona de San Baudilio de Llobregat.

## Sinonimia
- „Figa Flor Negra“,[4][5][6]
- „Bacorera“

## Historia
Esta variedad procede de esqueje tomado de una higuera ubicada en la ciudad de San Baudilio de Llobregat. Galgoni tomó esquejes de esta higuera y logró reproducirla en la colección de su higueral. Según sus observaciones, estas variedades son similares a las 'Bacorera' que se pueden encontrar en la isla de Mallorca en la colección de higueras de Montserrat Pons i Boscana en Llucmajor.
Es una variedad muy extendida y conocida, con muchas selecciones de variedades: 'Colar de Albatera', 'Goina'. Muy próxima a las variedades conocidas como la 'Black Mission' o 'Franciscana'. Madura poco antes que la 'Noire de Caromb' con la cual también tiene muchas similitudes.

## Características
La higuera 'Figa Flor Negra de Sant Boi' es una variedad bífera de tipo higo común. Árbol vigoroso, esta variedad en suelo fértil da un gran árbol, su porte está bastante extendido, follaje denso, hojas grandes de verde intenso mayoritariamente pentalobuladas (5 lóbulos), en cuyos lóbulos hay dientes presentes y sus márgenes son crenados, algunas variaciones en la forma del follaje. Sinus peciolar poco marcado y con el ángulo del peciolo agudo. 'Figa Flor Negra de Sant Boi' es de un rendimiento abundante de brevas y medio alto de producción de higos de verano hasta finales de la estación.
Las brevas 'Figa Flor Negra de Sant Boi' son frutos cónicos alargados cilíndricos, no simétricos, de un tamaño grande con unos 70 a 130 gramos en promedio, de epidermis de color de fondo violeta oscuro a negro con sobre color verde marronáceo en la zona del cuello, y color de transición púrpura marronáceo, con lenticelas abundantes de tamaño medio y color rojizo, cuello grueso de tamaño grande; ostiolo de tamaño medio, negruzco; pedúnculo grueso y muy corto correoso de color verde con escamas pedunculares intermedias de color verde. Son de consistencia fuerte y piel fina y delicada que no se aprecia en las manipulaciones, grietas longitudinales gruesas, costillas marcadas, carne-receptáculo de tamaño medio en la zona del cuerpo, y grueso en la zona del cuello y de color blanco, con color de la pulpa rosado, cavidad interna ausente, aquenios de tamaño medio y numerosos en cantidad. De una calidad buena en su valoración organoléptica, son de un inicio de maduración sobre principios de junio y de rendimiento abundante.
Los higos 'Figa Flor Negra de Sant Boi' son más pequeños en tamaño con carne roja y dulce. Son higos ligeramente alargados piriformes, no simétricos, de un tamaño mediano unos 20 gramos en promedio, de epidermis de color de fondo violeta oscuro a negro con sobre color verde marronáceo en la zona del cuello, y color de transición púrpura marronáceo, con lenticelas escasas de tamaño medio y color marrón rojizo, tienen cuello corto y grueso. Son de consistencia fuerte, grietas longitudinales gruesas abundantes y alguna más fina reticular, piel fina, con costillas marcadas, con cavidad interna muy pequeña o ausente, carne-receptáculo (mesocarpio) de tipo medio y de color blanco, con color de la pulpa ámbar a roja, aquenios de tamaño mediano y abundantes. De una calidad de sabor aceptable en su valoración organoléptica, tiene un sabor dulce y delicado. Son de un inicio de maduración sobre inicios de agosto hasta finales de verano y de rendimiento medio alto.
Abundantes cosechas ininterrumpidas de higos-flores (Brevas) a finales de primavera, y higos de verano a principios de agosto. En pleno verano, estas variedades no pueden competir con la calidad de los higos de temporada de las higueras uníferas, entre otros, 'Coll de Dama', 'Burjassot' o 'Napolitana'.